# Liste der Baudenkmäler in Wolfratshausen

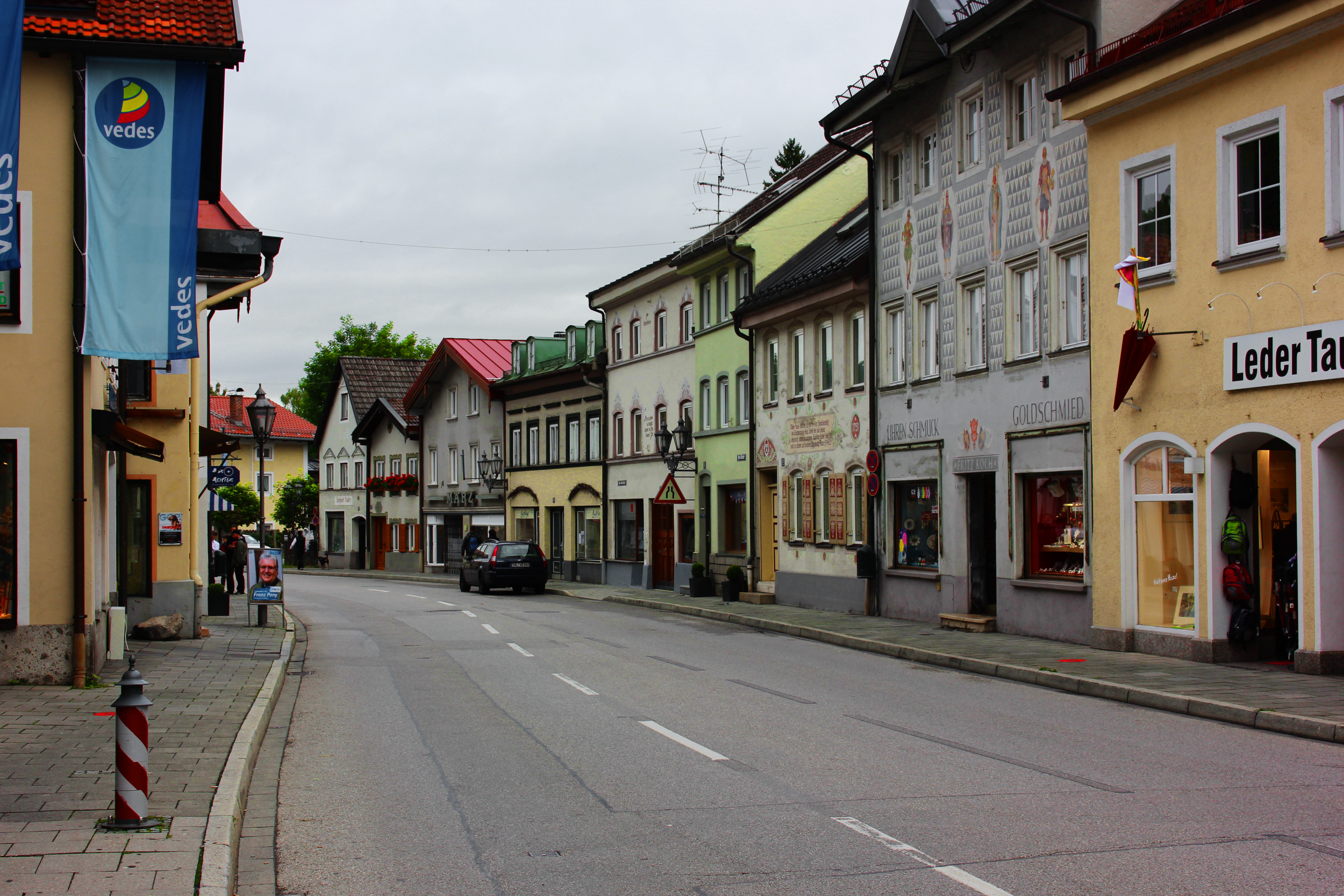
Der Untermarkt in Wolfratshausen

Auf dieser Seite sind die Baudenkmäler in der oberbayerischen Stadt Wolfratshausen zusammengestellt. Diese Tabelle ist eine Teilliste der Liste der Baudenkmäler in Bayern. Grundlage ist die Bayerische Denkmalliste, die auf Basis des Bayerischen Denkmalschutzgesetzes vom 1. Oktober 1973 erstmals erstellt wurde und seither durch das Bayerische Landesamt für Denkmalpflege geführt wird. Die folgenden Angaben ersetzen nicht die rechtsverbindliche Auskunft der Denkmalschutzbehörde.

## Ensembles

### Ensemble Wohnsiedlung Alpenstraße/Schießstättstraße

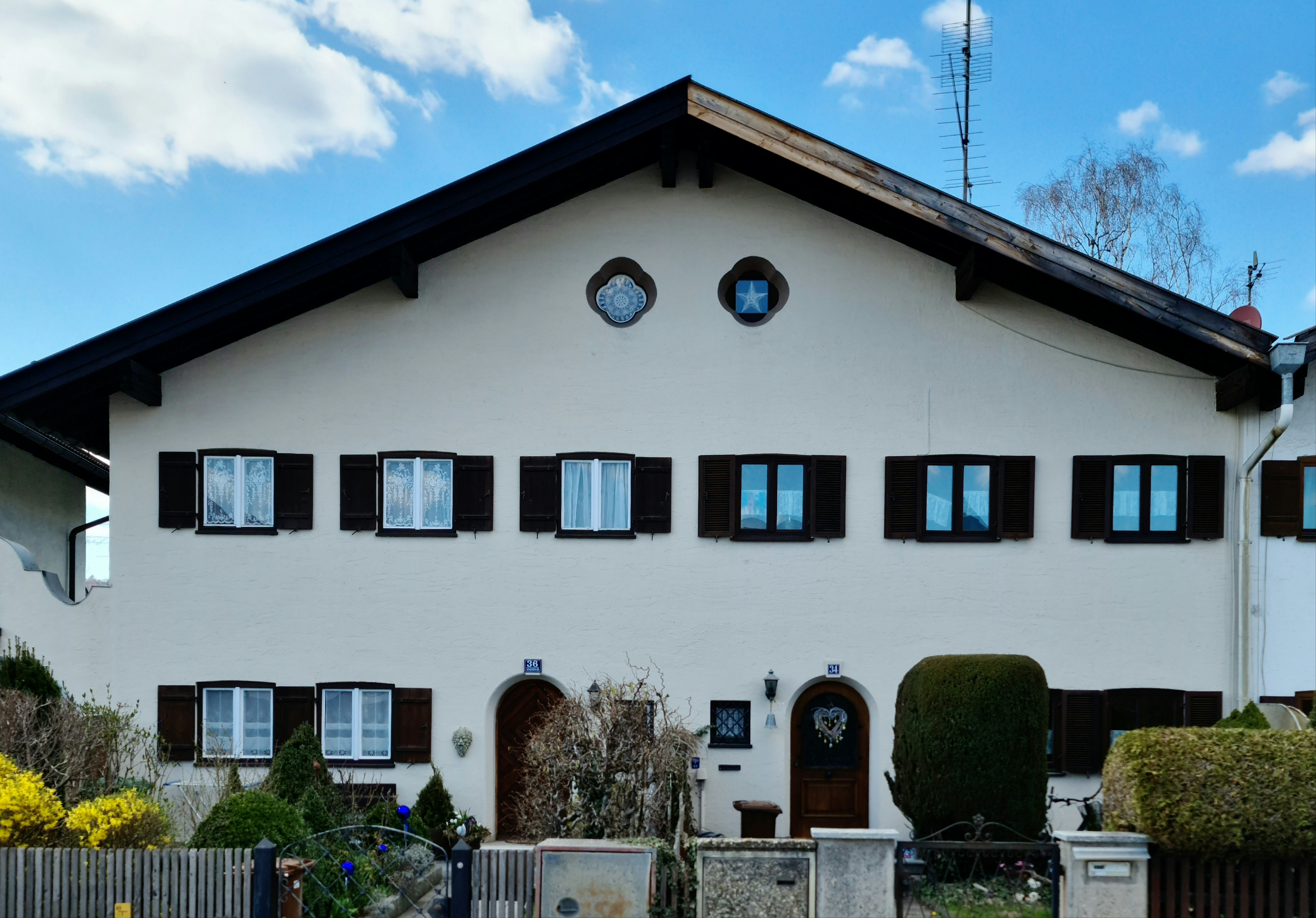
Schießstättstraße 34–36

Alpenstraße 10

Das Ensemble umfasst die 1936–38 für Angestellte der Sprengstoffwerke Geretsried/Gartenberg errichtete Wohnsiedlung. Sie erstreckt sich südöstlich des Ortskerns von Wolfratshausen entlang der Schießstättstraße und der parallel geführten Alpenstraße.
Dabei wurden zwei Grundtypen von zweigeschossigen Wohnhäusern verwendet: Die einzeilige Bebauung an der Nordseite der Schießstättstraße und im westlichen Abschnitt der Alpenstraße besteht aus aneinandergereihten giebelständigen Doppelhäusern, der östliche Teil der Alpenstraße in größeren Abständen mit langgestreckten, traufständigen Satteldachbauten (mit jeweils bis zu vier Wohneinheiten) bebaut. Innerhalb der Giebelhauszeilen wird einer monotonen Reihung gleichartiger Baukörper durch leichtes Einschwingen der Baulinie an der Schießstättstraße sowie durch versetzte Anordnung der „Kopfbauten“ (Schießstättstraße 18–28, Alpenstraße 16/18) entgegengewirkt, während die Folge der Traufseitbauten an der Alpenstraße durch erdgeschossige Nebengebäude bzw. verbindende hölzerne Schupfen rhythmisiert ist.
In gestalterischer Hinsicht ist die Adaption regionaler historischer Bauformen im Sinne eines „alpenländischen Heimatstils“ charakteristisch. Zu den einheitlichen Flachsatteldächern mit weitem Dachüberstand treten einzeln Fassadenmotive wie asymmetrisch gesetzte Erker, barockisierende Tür- und Fensterdetails oder Imitationen von Giebelbundwerk. Zum ursprünglichen Siedlungskonzept gehören auch die Vorgärten sowie die rückwärtigen, parzellenweise getrennten Nutzgärten. Der von den Häuserreihen Schießstättstraße 14–56 und Alpenstraße 1, 3/3a, 5, 7/7a, 9 eingefasste Gartenbereich wird durch ein Wegkreuz erschlossen, die Querachse ist straßenseitig durch einen geschweiften Torbogen (zwischen Schießstättstraße 36 und 38) akzentuiert.

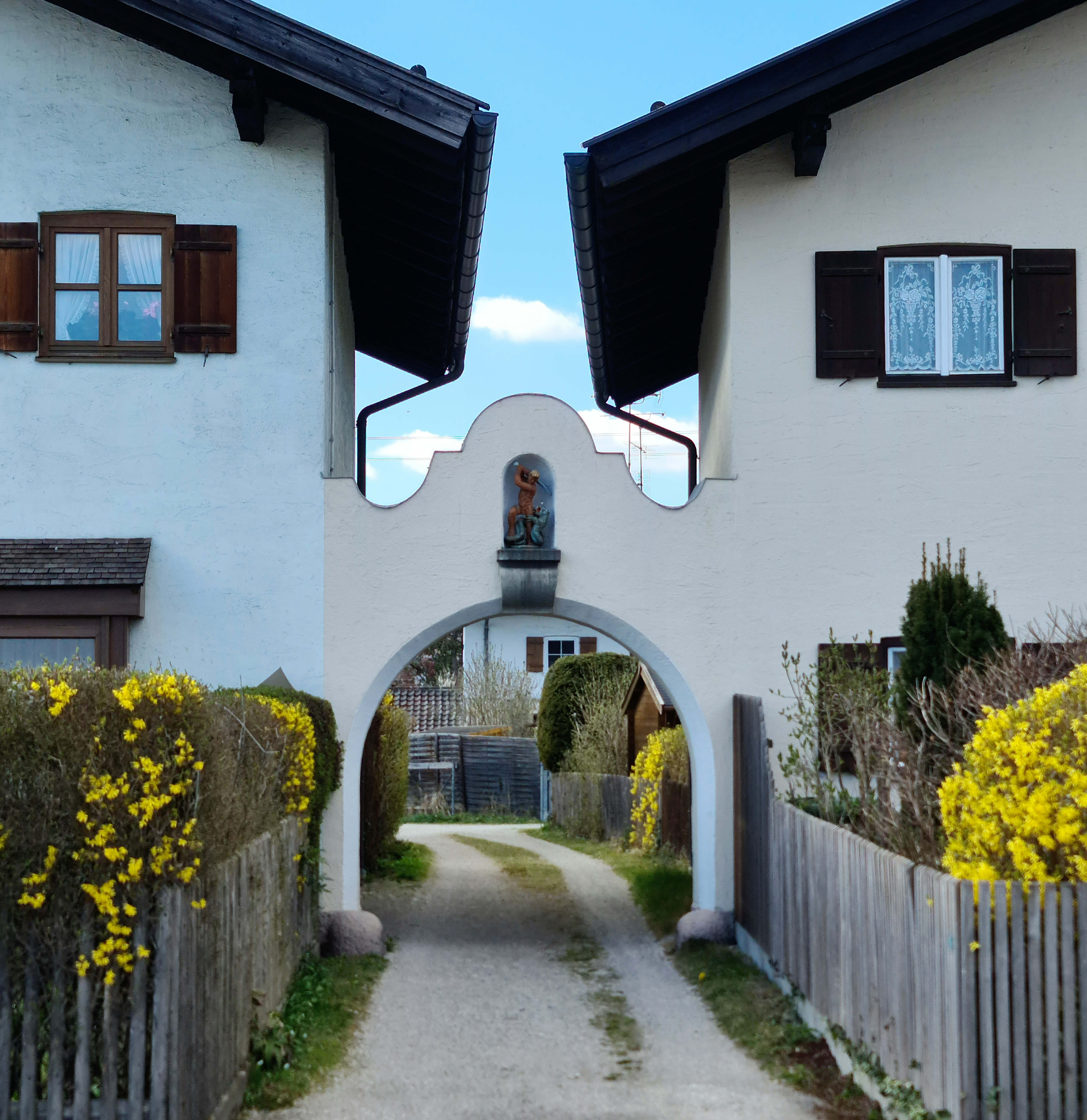
Durchlass-Tor

Innerhalb des nationalsozialistischen Wohnungs- und Siedlungsbaus entspricht das Raumangebot der hier errichteten Werkswohnhäuser einem gehobenen Standard. Die gestalterische Orientierung an traditionellen landschaftstypischen Formen, die nicht zuletzt den in der Rüstungsindustrie tätigen ursprünglichen Bewohnern eine ländlich-kleinstädtische „Heimatlichkeit“ suggerieren sollte, lässt den ideologischen Hintergrund solcher Architekturen erkennen.
Nicht zum Ensemble gehören die Häuser Alpenstraße 11–29 (ungerade Nummern) bzw. Schießstättstraße 58–70 (gerade Nummern), die nach dem Zweiten Weltkrieg entstanden sind, aber die Parzellenstruktur des ursprünglichen Siedlungskonzeptes fortschreiben.
Aktennummer: E-1-73-147-2

### Ensemble Altstadt Wolfratshausen

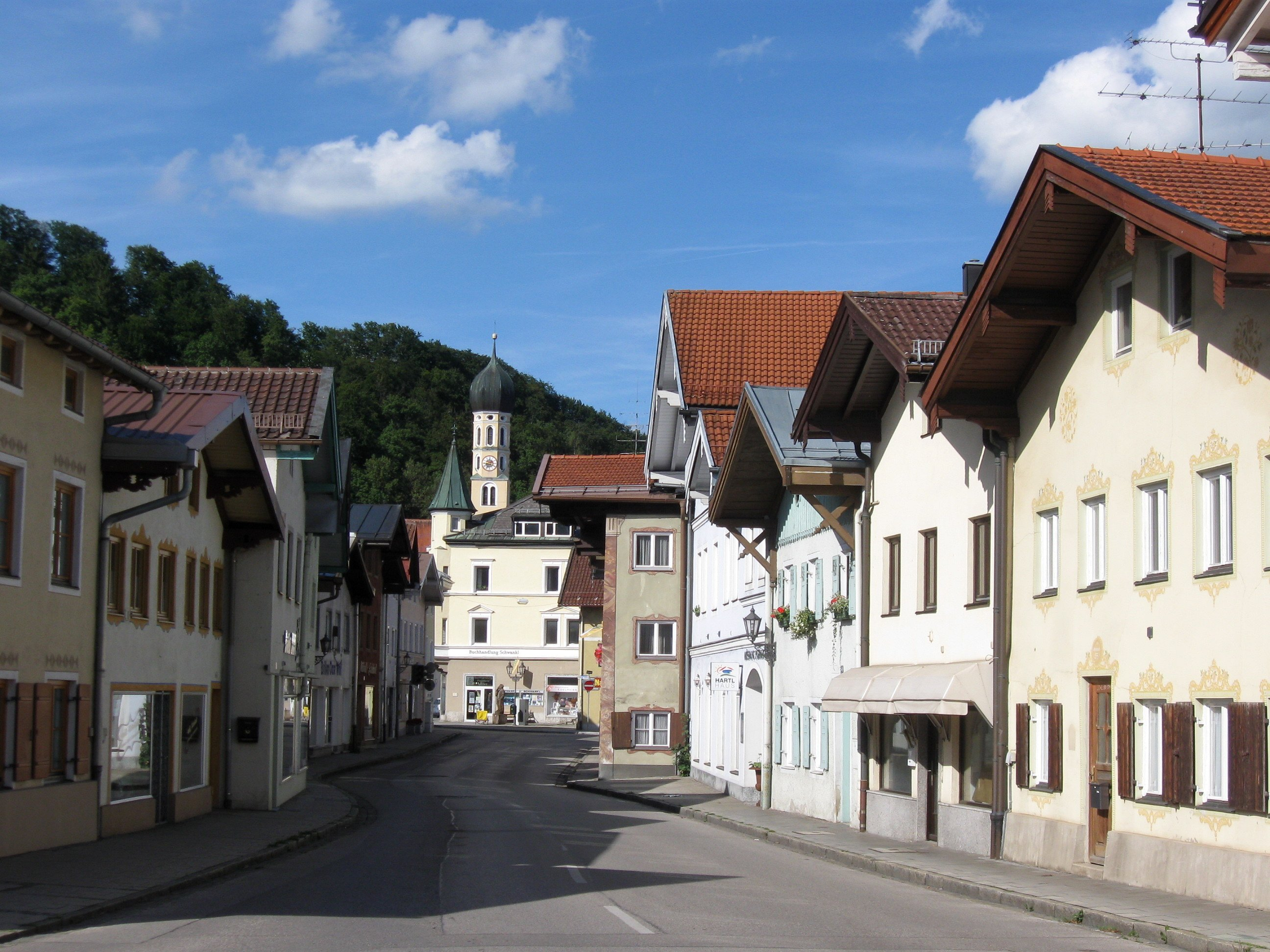
Der Obermarkt in Wolfratshausen

Das Ensemble erstreckt sich auf den historischen, langgezogenen Straßenmarkt zwischen linkem Loisachufer und bewaldetem Steiluferhang. Die Gestalt der Marktsiedlung wird bestimmt durch diese topografische Situation. Der 1280 erstmals erwähnte Marktort entfaltete sich südlich der Burg der Grafen von Wolfratshausen, eines mächtigen mittelalterlichen Adelsgeschlechts, dessen Herrschaftsmittelpunkt die ehemalige Burg war.
Durch Herzog Rudolf von Bayern erhielt der Ort 1312 Marktfreiheit. Von der mittelalterlichen Bebauung ist infolge der Zerstörungen im Dreißigjährigen Krieg mit Ausnahme der barockisierten Stadtpfarrkirche nichts erhalten; auch Oberes und Unteres Tor sowie die südliche und nördliche Befestigung des Marktes sind abgegangen. Die älteren erhaltenen Häuser stammen meist aus dem 17./18. Jahrhundert und sind dem Tölzer Bürgerhaus ähnliche Giebelhäuser mit flachen Satteldächern. Die jüngeren Gebäude wurden meist Mitte des 19. Jahrhunderts errichtet und sind häufig Traufseitbauten.
Die Marktstraße gliedert sich in Obermarkt, Marienplatz und Untermarkt, ersterer südlich, letzterer nördlich des Marienplatzes, der sich als kleiner Rechteckplatz ostwärts von der Hauptachse absetzt und weitgehend durch die Stadtpfarrkirche überbaut ist. Er bildet den Mittelpunkt der Stadt. Der Obermarkt ist an der Einmündung der Johannisgasse gelenkartig versetzt; im nördlichen Teil zeichnet er sich durch größere Geschäfts- und Gasthäuser aus. Am Untermarkt bilden die Häuser Nr. 25, 27, 29, 31 eine gestaffelte Reihe von Giebelhäusern mit flachen Satteldächern. Zahlreiche Häuser besitzen moderne Bemalung.
Beherrscht wird das Ensemble von der spätgotischen, um 1680 barockisierten Stadtpfarrkirche. Der westlich vom Ensemblebereich befindliche, bewaldete Steiluferhang mit seiner Kalvarienberganlage und den beiden Kapellen bestimmt wesentlich das Bild des Ensembles.
Aktennummer: E-1-73-147-1

## Baudenkmäler nach Ortsteilen

### Wolfratshausen
| Lage                                  | Objekt                                          | Beschreibung | Akten-Nr.      | Bild                       |
| ------------------------------------- | ----------------------------------------------- | --- | -------------- | -------------------------- |
| Am Gries 4/6 (Standort)               | Doppelhaus                                      | Zweigeschossiger ecklagiger Flachsatteldachbau mit verschalten Giebeln, 1. Hälfte 18. Jahrhundert. | D-1-73-147-5   | Doppelhaus                 |
| Am Wasen 4 (Standort)                 | Wohnhaus                                        | Zweigeschossiger Flachsatteldachbau mit verbrettertem Kniestock und Giebel, im Kern 18. Jahrhundert. | D-1-73-147-8   | Wohnhaus                   |
| Am Wasen 5 (Standort)                 | Wohnhaus                                        | Zweigeschossiger Flachsatteldachbau mit hohem Kniestock, im Kern 18. Jahrhundert, 19. Jahrhundert. | D-1-73-147-9   | Wohnhaus                   |
| Am Wasen 10/11 (Standort)             | Doppelhaus                                      | Zweigeschossiger giebelgeteilter Flachsatteldachbau, im Kern 18. Jahrhundert. | D-1-73-147-11  | Doppelhaus                 |
| Bahnhofstraße 2 (Standort)            | Evangelisch-lutherische Pfarrkirche St. Michael | Historisierender Saalbau mit durchfenstertem Umgangschor und Treppengiebel am Dachreiter, nach Plänen von Theodor Fischer, 1908; mit Ausstattung. | D-1-73-147-12  | weitere Bilder             |
| Bahnhofstraße 9 (Standort)            | Landhaus                                        | Zweigeschossiger Satteldachbau mit Kniestock, Bänderung und straßenseitigem Balkon, 1892, rückwärtig erweitert, 1908; Waschhaus mit Holzlege, um 1910. | D-1-73-147-152 | Landhaus                   |
| Bahnhofstraße 9 (Standort)            | Waschhaus                                       | Waschhaus mit Holzlege, um 1910. | D-1-73-147-152 | Waschhaus                  |
| Berg (Standort)                       | Kalvarienberg                                   | Gusseiserne gefasste Kreuzigungsgruppe, 1858; Stationskapellen, sechs putzgegliederte Kapellenhäuschen, 18. Jahrhundert; mit Ausstattung. | D-1-73-147-4   | weitere Bilder             |
| Berg (Standort)                       | Dreifaltigkeitskapelle                          | Barocker Walmdachbau mit dreiseitigem Chorschluss und oktogonalem Spitzhelm-Dachreiter, 1715; mit Ausstattung; westlich oberhalb der Stadt. | D-1-73-147-2   | weitere Bilder             |
| Berg (Standort)                       | Frauenkapelle                                   | Barocker oktogonaler Zeltdachbau mit Zwiebel-Dachreiter, 1643, westlicher Satteldach-Anbau 1845; mit Ausstattung. | D-1-73-147-3   | weitere Bilder             |
| Berggasse 12 (Standort)               | Wohnhaus                                        | Zweigeschossiger breitgelagerter Flachsatteldachbau mit Putzgliederung, 2. Viertel 18. und 2. Hälfte 19. Jahrhundert. | D-1-73-147-15  | Wohnhaus                   |
| Berggasse 18 (Standort)               | Wohnhaus                                        | Zweigeschossiger einhüftiger Flachsatteldachbau mit Kniestock, im Kern 18. Jahrhundert. | D-1-73-147-16  | Wohnhaus                   |
| Beuerberger Straße 1 (Standort)       | Villa Littig                                    | Zweigeschossiger putzgegliederter Halbwalmdachbau in barockisierenden Formen mit Treppenturm, Belvederetürmchen, Erker und Altane, 1895. | D-1-73-147-17  | weitere Bilder             |
| Beuerberger Straße 2 (Standort)       | Villa                                           | Zweigeschossiger Schopfwalmdachbau über hohem Sockelgeschoss in heimatstiligen Formen mit Giebelrisalit, Zierfachwerk, Balkons und Lauben, um 1900. | D-1-73-147-18  | weitere Bilder             |
| Beuerberger Straße 14 (Standort)      | Landhaus                                        | Zweigeschossiger putzgegliederter Schopfwalmdachbau in heimatstiligen Formen mit Erker am Giebelrisalit, Balusterbalkon und Zierfachwerk, um 1905. | D-1-73-147-19  | Landhaus                   |
| Beuerberger Straße 40 (Standort)      | Landhaus                                        | Zweigeschossiger putzgegliederter Halbwalmdachbau in historisierenden Formen mit Eckerker, Rundbogenfries und Balkon, um 1900. | D-1-73-147-20  | Landhaus                   |
| Geltinger Straße 1 (Standort)         | Gasthaus                                        | Zweigeschossiger Schopfwalmdachbau in heimatstiligen Formen mit Erkerturm und Zierfachwerk, um 1900. | D-1-73-147-27  | weitere Bilder             |
| Johannisgasse 4 (Standort)            | Nebengebäude                                    | Ehemaliges Ökonomieteil, dreigeschossiger Satteldachbau mit Fachwerk-Obergeschossen und Laubengang, 2. Hälfte 19. Jahrhundert, wohl über älterem Kern. | D-1-73-147-21  | weitere Bilder             |
| Johannisgasse 6 (Standort)            | Wohnhaus                                        | Zweigeschossiger putzgegliederter Flachsatteldachbau mit Kniestock und weitem Vordach, Fassadengliederung um 1850/60. | D-1-73-147-22  | Wohnhaus                   |
| Johannisgasse 8 (Standort)            | Wohn- und Geschäftshaus                         | Dreigeschossiger Flachsatteldachbau mit reicher Fassadenmalerei, bezeichnet 1804. | D-1-73-147-23  | Wohn- und Geschäftshaus    |
| Josef-Schnellrieder-Weg 10 (Standort) | Villa                                           | Zweigeschossiger Halbwalmdachbau in heimatstiligen Formen mit rundem Erkerturm, Lauben und jugendstiligem Zierfachwerk, 1903. | D-1-73-147-24  | Villa                      |
| Königsdorfer Straße 2 (Standort)      | Gasthaus                                        | Zweigeschossiger putzgegliederter Krüppelwalmdachbau in neubarocken Formen mit Eckerkerturm, Vorbau mit Balusterbrüstung und Schweifgiebel am Quertrakt, bezeichnet 1906.                                                                                        | D-1-73-147-25  | weitere Bilder             |
| Königsdorfer Straße 25 (Standort)     | Landhaus                                        | Putzgegliederter Walmdachbau in historisierenden Formen mit backsteinsichtigem Obergeschoss, Giebelrisaliten, Loggia und Zierfachwerk am Belvedereturm, um 1900.                                                                                                 | D-1-73-147-28  | weitere Bilder             |
| Marienplatz 1 (Standort)              | Rathaus                                         | Dreigeschossiger putzgegliederter Satteldachbau in Neurenaissanceformen mit Giebelädikula und Giebelreiter am seitlichen Walmdachtrakt, 1805, verändert 1890. | D-1-73-147-29  | weitere Bilder             |
| Marienplatz 4 (Standort)              | Katholische Stadtpfarrkirche St. Andreas        | Barocke dreischiffige Hallenkirche mit Polygonalchor und südlichem Zwiebelturm, von Georg Graf, 1621–26 unter Verwendung des mittelalterlichen Turmuntergeschosses von 1484, Turmobergeschoss 1630/31; mit Ausstattung.                                          | D-1-73-147-1   | weitere Bilder             |
| Obermarkt 2 (Standort)                | Gasthaus Humplbräu                              | Ehemaliger Brauereigasthof, dreigeschossiger Walmdachbau in Ecklage, im Kern 16./17. Jahrhundert. | D-1-73-147-31  | weitere Bilder             |
| Obermarkt 3 (Standort)                | Wohn- und Geschäftshaus                         | Dreigeschossiger traufständiger Flachsatteldachbau in historisierenden Formen mit durchfenstertem Kniestock, Rauputz- und Gesimsgliederung, Mitte 19. Jahrhundert.                                                                                               | D-1-73-147-32  | Wohn- und Geschäftshaus    |
| Obermarkt 8 (Standort)                | Wohn- und Geschäftshaus                         | Dreigeschossiger Walmdachbau mit spätklassizistischer Stuck- und Rauputzgliederung, um 1874. | D-1-73-147-34  | Wohn- und Geschäftshaus    |
| Obermarkt 9 (Standort)                | Wohn- und Geschäftshaus                         | Zweigeschossiger Flachsatteldachbau mit Kniestock, im Kern 18. Jahrhundert, Fassade 3. Viertel 19. Jahrhundert, modern bezeichnet 1640. | D-1-73-147-35  | Wohn- und Geschäftshaus    |
| Obermarkt 10 (Standort)               | Wohn- und Geschäftshaus                         | Zweigeschossiger traufständiger Flachsatteldachbau in Ecklage mit Putzgliederung und durchfenstertem Kniestock, nach Mitte 19. Jahrhundert. | D-1-73-147-36  | Wohn- und Geschäftshaus    |
| Obermarkt 11 (Standort)               | Wohn- und Geschäftshaus                         | Zweigeschossiger Flachsatteldachbau in Ecklage mit Kniestock und rückseitig verschaltem Ständerbauteil, im Kern 1. Hälfte 18. Jahrhundert. | D-1-73-147-37  | Wohn- und Geschäftshaus    |
| Obermarkt 12 (Standort)               | Wohn- und Geschäftshaus                         | Dreigeschossiger traufständiger Flachsatteldachbau mit historisierender Putzgliederung, 1874 nach Brand wiederaufgebaut. | D-1-73-147-38  | Wohn- und Geschäftshaus    |
| Obermarkt 13 (Standort)               | Wohn- und Geschäftshaus                         | Zweigeschossiger putzgegliederter Flachsatteldachbau in Ecklage mit hohem Kniestock, im Kern 17./18. Jahrhundert, Rauputzgliederung 3. Viertel 19. Jahrhundert.                                                                                                  | D-1-73-147-39  | Wohn- und Geschäftshaus    |
| Obermarkt 14 (Standort)               | Gasthaus                                        | Ehemaliger Brauereigasthof, dreigeschossiger traufständiger Flachsatteldachbau mit durchfenstertem Kniestock und spätklassizistischer Putzgliederung, um 1860.                                                                                                   | D-1-73-147-40  | Gasthaus                   |
| Obermarkt 16 (Standort)               | Wohn- und Geschäftshaus                         | Zweigeschossiger traufständiger Flachsatteldachbau mit Putzgliederung, 3. Viertel 19. Jahrhundert. | D-1-73-147-42  | Wohn- und Geschäftshaus    |
| Obermarkt 18 (Standort)               | Ehemaliger Brauereigasthof                      | Dreigeschossiger putzgegliederter Flachsatteldachbau, im Kern noch 16. Jahrhundert und 2. Hälfte 18. Jahrhundert. | D-1-73-147-44  | Ehemaliger Brauereigasthof |
| Obermarkt 20 (Standort)               | Ehemaliger Brauereigasthof                      | Dreigeschossiger Flachsatteldachbau mit Fassadenmalerei am mittigen Kastenerker, 1911. | D-1-73-147-46  | weitere Bilder             |
| Obermarkt 25 (Standort)               | Wohn- und Geschäftshaus                         | Dreigeschossiger traufständiger Satteldachbau mit Putzgliederung und segmentbogigem Einfahrtstor, um 1840/50. | D-1-73-147-48  | Wohn- und Geschäftshaus    |
| Obermarkt 29 (Standort)               | Relief                                          | Historisierendes Flachrelief, 19. Jahrhundert. | D-1-73-147-50  | Relief                     |
| Obermarkt 30 (Standort)               | Christusbild                                    | Wandbild, 19. Jahrhundert. | D-1-73-147-51  | weitere Bilder             |
| Obermarkt 34 (Standort)               | Wohn- und Geschäftshaus                         | Zweigeschossiger Flachsatteldachbau mit Kniestock und rustiziertem Erdgeschoss, im Kern 1. Hälfte 18. Jahrhundert. | D-1-73-147-55  | Wohn- und Geschäftshaus    |
| Obermarkt 40 (Standort)               | Wohn- und Geschäftshaus                         | Zweigeschossiger Flachsatteldachbau, im Kern Mitte 18. Jahrhundert. | D-1-73-147-57  | Wohn- und Geschäftshaus    |
| Obermarkt 43 (Standort)               | Wohnhaus                                        | Zweigeschossiger Flachsatteldachbau mit Kniestock, im Kern wohl 18. Jahrhundert, sonst 3. Viertel 19. Jahrhundert. | D-1-73-147-59  | Wohnhaus                   |
| Obermarkt 44 (Standort)               | Wohnhaus                                        | Zweigeschossiger Flachsatteldachbau mit Hausfigur, Anfang 19. Jahrhundert. | D-1-73-147-60  | Wohnhaus                   |
| Obermarkt 45 (Standort)               | Ehemaliges Färberhaus                           | Dreigeschossiger Flachsatteldachbau mit Rokokofresken und Trocknungsgitter unter weitem Vordach, Ende 18. Jahrhundert. | D-1-73-147-61  | weitere Bilder             |
| Obermarkt 49 (Standort)               | Wohnhaus                                        | Zweigeschossiger Flachsatteldachbau mit Luken und Flugstreben am verschalten Giebel, im Kern 17./18. und 2. Hälfte 19. Jahrhundert. | D-1-73-147-64  | Wohnhaus                   |
| Obermarkt 53 (Standort)               | Wohnhaus                                        | Zweigeschossiger Flachsatteldachbau mit Kniestock, im Kern 2. Hälfte 18. Jahrhundert. | D-1-73-147-66  | Wohnhaus                   |
| Obermarkt 55 (Standort)               | Wohnhaus                                        | Dreigeschossiger Flachsatteldachbau mit Giebelluken und Ladeneinbau, modern bezeichnet 1659. | D-1-73-147-68  | Wohnhaus                   |
| Obermarkt 56 (Standort)               | Wohnhaus                                        | Zweigeschossiger Flachsatteldachbau mit profilierten Balkenköpfen, 1. Viertel 19. Jahrhundert. | D-1-73-147-69  | Wohnhaus                   |
| Obermarkt 57 (Standort)               | Wohnhaus                                        | Dreigeschossiger putzgegliederter Eckbau mit weit vorkragendem Flachsatteldach, Kniestock und rustiziertem Erdgeschoss, 2. Hälfte 19. Jahrhundert, im Kern älter.                                                                                                | D-1-73-147-70  | weitere Bilder             |
| Obermarkt 59 (Standort)               | Wohnhaus                                        | zweigeschossiger Flachsatteldachbau, 1630 (dendro.dat.). | D-1-73-147-200 | Wohnhaus                   |
| Sauerlacher Straße 15 (Standort)      | Ehemaliges Krankenhaus                          | Zweigeschossiger biedermeierlicher Walmdachbau mit profilierten Gesimsen, 1823/24. | D-1-73-147-72  | Ehemaliges Krankenhaus     |
| Sauerlacher Straße 16 (Standort)      | Finanzamt                                       | Ehemaliges Rentamt, seit 1919 Finanzamt, dreigeschossiger stuckgegliederter Walmdachbau in historisierenden Formen mit Treppenturm, 1903. | D-1-73-147-73  | weitere Bilder             |
| Sauerlacher Straße 18 (Standort)      | Ehemaliges Landratsamt                          | jetzt Teil des Finanzamts, dreigeschossiger hakenförmiger Walmdachbau mit Treppenturm und Putzgliederung in barockisierenden Jugendstilformen, um 1905. | D-1-73-147-74  | weitere Bilder             |
| Untermarkt 2 (Standort)               | Vermessungsamt                                  | Ehemaliges Rentamt, viergeschossiger traufständiger Flachsatteldachbau, von Mathias Rösler, 1790/91, Umbau 1815. | D-1-73-147-76  | Vermessungsamt             |
| Untermarkt 4 (Standort)               | Wohnhaus                                        | Zweigeschossiger Flachsatteldachbau in Ecklage mit Kniestock, im Kern 17./18. Jahrhundert; Kruzifix, gefasster barocker Holzcorpus, um 1600, am Rückgebäude. | D-1-73-147-78  | Wohnhaus                   |
| Untermarkt 6 (Standort)               | Wohn- und Geschäftshaus                         | Dreigeschossiger traufständiger Satteldachbau mit Putzgliederung in Ecklage, 3. Viertel 19. Jahrhundert. | D-1-73-147-80  | Wohn- und Geschäftshaus    |
| Untermarkt 10 (Standort)              | Heimatmuseum                                    | Ehemaliges Schulhaus, zweigeschossiger putzgegliederter Halbwalmdachbau in Ecklage mit Eckerkerturm und Rückflügel, um 1804, rückseitiger Pultdachbau wohl 18. Jahrhundert.                                                                                      | D-1-73-147-82  | Heimatmuseum               |
| Untermarkt 12 (Standort)              | Wohn- und Geschäftshaus                         | Zweigeschossiger Flachsatteldachbau in Ecklage mit hohem Kniestock und Medaillonbild, im Kern 18. Jahrhundert, nach Brand 1804 wiederhergestellt. | D-1-73-147-84  | Wohn- und Geschäftshaus    |
| Untermarkt 13 (Standort)              | Wohnhaus                                        | Seit 1810 mit Apotheke, zweigeschossiger putzgegliederter Mansardhalbwalmdachbau in Ecklage mit Ausleger und Ladeneinbau, 1. Hälfte 19. Jahrhundert. | D-1-73-147-85  | weitere Bilder             |
| Untermarkt 17 (Standort)              | Haderbräu                                       | Ehemaliger Brauereigasthof, zweigeschossiger giebelständiger Steildachbau mit Putzgliederung, traufständigen dreigeschossigen Seitenflügeln, Hausfigur und barockem Ausleger, Hauptbau im Kern von 1556, Südflügel 1830, Maria Immaculata Mitte 18. Jahrhundert. | D-1-73-147-87  | weitere Bilder             |
| Untermarkt 25 (Standort)              | Kleinhaus                                       | Zweigeschossiger putzgegliederter Flachsatteldachbau, 2. Viertel 19. Jahrhundert. | D-1-73-147-89  | Kleinhaus                  |
| Untermarkt 28 (Standort)              | Wohn- und Geschäftshaus                         | Zweigeschossiger Flachsatteldachbau mit Kniestock, im Kern 18. und 3. Viertel 19. Jahrhundert. | D-1-73-147-91  | Wohn- und Geschäftshaus    |
| Untermarkt 30 (Standort)              | Kleinhaus                                       | Zweigeschossiger Flachsatteldachbau mit Giebelluken, im Kern 18. Jahrhundert. | D-1-73-147-93  | Kleinhaus                  |
| Untermarkt 33 (Standort)              | Ehemalige Schusterei                            | Dreigeschossiger Flachsatteldachbau mit farbiger Jugendstil-Verglasung, im Kern 17./18. Jahrhundert. | D-1-73-147-95  | Ehemalige Schusterei       |
| Untermarkt 35 (Standort)              | Wohnhaus                                        | Zweigeschossiger vordachloser Flachsatteldachbau mit Kniestock und Wandbild, im Kern 18. Jahrhundert, Fresko 1981 erneuert. | D-1-73-147-97  | Wohnhaus                   |
| Untermarkt 36 (Standort)              | Wohnhaus                                        | Ehemalige Gerberei, dann Krämerei, zweigeschossiger Flachsatteldachbau mit hohem Kniestock und eckseitig gemaltem Hirsch mit vollplastischem Kopf, im Kern 17./18. Jahrhundert.                                                                                  | D-1-73-147-98  | Wohnhaus                   |
| Untermarkt 40 (Standort)              | Wohnhaus                                        | Zweigeschossiger breit gelagerter Flachsatteldachbau mit hohem Kniestock, Giebelluken und Durchfahrtstor, im Kern 18. Jahrhundert. | D-1-73-147-102 | Wohnhaus                   |
| Untermarkt 43 (Standort)              | Schmiede                                        | Handwerkerhaus mit Schmiede, dreigeschossiger traufständiger Flachsatteldachbau mit Putzgliederung, um 1850/60; Beschlagstand, aus Eichenholz, im Hof. | D-1-73-147-104 | Schmiede                   |
| Untermarkt 44 (Standort)              | Wohnhaus                                        | Zweigeschossiger Flachsatteldachbau mit Kniestock, 1. Hälfte 19. Jahrhundert. | D-1-73-147-105 | Wohnhaus                   |
| Untermarkt 45 (Standort)              | Wohnhaus                                        | Dreigeschossiger traufständiger Flachsatteldachbau mit spätklassizistischer Putzgliederung, Mitte 19. Jahrhundert. | D-1-73-147-106 | Wohnhaus                   |
| Untermarkt 46 (Standort)              | Wohn- und Geschäftshaus                         | Zweigeschossiger Flachsatteldachbau mit Kniestock und Sohlbankgesims, im Kern 18. Jahrhundert, Fassadengliederung 3. Viertel 19. Jahrhundert. | D-1-73-147-107 | Wohn- und Geschäftshaus    |
| Untermarkt 48 (Standort)              | Wohnhaus                                        | Zweigeschossiger traufständiger Flachsatteldachbau mit Mezzaningeschoss, um 1850/60. | D-1-73-147-109 | Wohnhaus                   |
| Untermarkt 49 (Standort)              | Wohnhaus                                        | Dreigeschossiger traufständiger Flachsatteldachbau mit Oculi im Kniestock, Sohlbankgesimsen und Hausfigur, 3. Viertel 19. Jahrhundert, Maria Immaculata Mitte 18. Jahrhundert.                                                                                   | D-1-73-147-110 | Wohnhaus                   |
| Untermarkt 52 (Standort)              | Kleinhaus                                       | Zweigeschossiger Flachsatteldachbau mit Giebelluken, im Kern Mitte 18. Jahrhundert. | D-1-73-147-113 | Kleinhaus                  |
| Untermarkt 56 (Standort)              | Wohnhaus                                        | Dreigeschossiger schmaler Flachsatteldachbau, im Kern 2. Hälfte 18. Jahrhundert. | D-1-73-147-115 | Wohnhaus                   |
| Untermarkt 58 (Standort)              | Kleinhaus                                       | Zweigeschossiger einhüftiger Flachsatteldachbau mit Giebelluken und Putzgliederung, 2. Hälfte 18. Jahrhundert, Zutaten 3. Viertel 19. Jahrhundert. | D-1-73-147-117 | Kleinhaus                  |
| Untermarkt 59 (Standort)              | Wohnhaus                                        | Zweigeschossiger Flachsatteldach in Ecklage mit Kniestock, im Kern 2. Hälfte 17. Jahrhundert. | D-1-73-147-118 | Wohnhaus                   |
| Untermarkt 61 (Standort)              | Kleinhaus                                       | Zweigeschossiger Flachsatteldachbau mit Kniestock, im Kern 1. Hälfte 18. Jahrhundert. | D-1-73-147-120 | Kleinhaus                  |
| Untermarkt 65/67 (Standort)           | Amtsgericht                                     | Ehemaliges Landgerichtsgefängnis, dann Amtsgericht, zweigeschossiger putzgegliederter Dreiflügelbau mit Walmdächern, 1816. | D-1-73-147-122 | Amtsgericht                |
| Untermarkt 69/71 (Standort)           | Doppelhaus                                      | Zweigeschossiger freistehender Flachsatteldachbau, im Kern 18. Jahrhundert. | D-1-73-147-123 | Doppelhaus                 |

### Nantwein
| Lage                                  | Objekt                                  | Beschreibung | Akten-Nr.      | Bild           |
| ------------------------------------- | --------------------------------------- | --- | -------------- | -------------- |
| Nähe Weidacher Hauptstraße (Standort) | Katholische Filialkirche St. Laurentius | barocker Saalbau mit polygonalem Chorschluss und westlichem Zwiebel-Giebelreiter, im Kern spätgotisch, nach 1604 vergrößert; mit Ausstattung. | D-1-73-147-124 | weitere Bilder |

### Weidach
| Lage                                    | Objekt       | Beschreibung | Akten-Nr.      | Bild           |
| --------------------------------------- | ------------ | --- | -------------- | -------------- |
| Äußere Münchner Straße 2 (Standort)     | Weidachmühle | Ehemalige Mühle, um 1873, 1992 teilweise abgebrochen; Wohnhaus, putzgegliederter Flachsatteldachbau mit durchfenstertem Kniestock, verglasten Lauben und giebelseitigem Vorbau, um 1873.      | D-1-73-147-127 | weitere Bilder |
| Äußere Münchner Straße 2 (Standort)     | Nebengebäude | Ehemalige Mühle, Nebengebäude, zweigeschossiger putzgegliederter Flachsatteldachbau, um 1873.                                                                                                 | D-1-73-147-127 | weitere Bilder |
| Nähe Äußere Münchener Straße (Standort) | Kapelle      | Putzgegliederter Satteldachbau mit Eingangsportikus und Dachreiter, Anfang 20. Jahrhundert.                                                                                                   | D-1-73-147-125 | weitere Bilder |
| Schlederleiten 30 (Standort)            | Landhaus     | sogenanntes Amerikaner-Schlössl, zweigeschossiger Steildachbau in heimatstiligen Formen mit mehreren Giebeln, Krüppelwalmen, Fachwerkteilen, Erkern und Treppenturm, um 1885, 1895 erweitert. | D-1-73-147-132 | Landhaus       |
| Weidacher Hauptstraße 7a (Standort)     | Bauernhaus   | Ehemaliges Kleinbauernhaus, zweigeschossiger Flachsatteldachbau, im Kern 18. Jahrhundert. | D-1-73-147-130 | Bauernhaus     |

## Ehemalige Baudenkmäler
In diesem Abschnitt sind Objekte aufgeführt, die früher einmal in der Denkmalliste eingetragen waren, jetzt aber nicht mehr. Objekte, die in anderem Zusammenhang also z. B. als Teil eines Baudenkmals weiter eingetragen sind, sollen hier nicht aufgeführt werden. Aktennummern in diesem Abschnitt sind ehemalige, jetzt nicht mehr gültige Aktennummern.

| Lage                                             | Objekt             | Beschreibung | Akten-Nr.      | Bild      |
| ------------------------------------------------ | ------------------ | --- | -------------- | --------- |
| Wolfratshausen Am Gries 16 (Standort)            | Halbhaus           | Halbhaus mit flachgeneigtem Pultdach und aufgemalten Balustern, 18. Jahrhundert. Modern umgebaut.                          |                | BW        |
| Weidach Am Hang 1 (Standort)                     | Kleinhaus          | Zweigeschossiger Flachsatteldachbau mit vorspringendem Giebelteil, Laube und verschaltem Vordach, im Kern 18. Jahrhundert. | D-1-73-147-128 | BW        |
| Weidach Am Hang 2 (Standort)                     | Wohnhaus           | Dreigeschossiger einhüftiger Flachsatteldachbau mit vorspringendem Giebelteil, im Kern 18. Jahrhundert.                    | D-1-73-147-129 | BW        |
| Wolfratshausen Am Wasen 3 (Standort)             | Wohnhaus           | Wohnhaus mit Flachsatteldach, im Kern noch 17. Jahrhundert.                                                                |                | Wohnhaus  |
| Wolfratshausen Am Wasen 6 (Standort)             | Wohnhaus           | Stattliches Wohnhaus mit Flachsatteldach, im Kern 18. Jahrhundert.                                                         |                | Wohnhaus  |
| Wolfratshausen Berggasse 8 (Standort)            | Wohnhaus           | Wohnhaus mit Flachsatteldach, wohl zweites Viertel 18. Jahrhundert.                                                        |                | Wohnhaus  |
| Wolfratshausen Berggasse 10 (Standort)           | Kleinhaus          | Zweigeschossiger Flachsatteldachbau mit verbrettertem Giebel, im Kern 18. Jahrhundert.                                     | D-1-73-147-14  | Kleinhaus |
| Wolfratshausen Königsdorfer Straße 23 (Standort) | Wohnhaus           | Wohnhaus, spätbiedermeierlich, mit Walmdach, Stichbogenfenstern und Zierfries, nach Mitte 19. Jahrhundert.                 |                | Wohnhaus  |
| Wolfratshausen Königsdorfer Straße 24 (Standort) | Gasthaus Glashütte | Bau mit Erkerturm und Zierfachwerk, um 1900. (Tankstelle)                                                                  |                | BW        |
| Wolfratshausen Obermarkt 32 (Standort)           | Haustür            | Biedermeier-Haustür und Beschläge, um 1840.                                                                                |                | Haustür   |
| Wolfratshausen Obermarkt 46 (Standort)           | Kleinhaus          | Kleinhaus mit Flachsatteldach, im alten Stil über älterem Kern erbaut.                                                     |                | Kleinhaus |
| Wolfratshausen Untermarkt 11 (Standort)          | Kleinhaus          | Kleinhaus mit gesprengtem Schweifgiebel, zweite Hälfte 18. Jahrhundert. Haus wurde abgerissen.                             |                | BW        |
| Wolfratshausen Untermarkt 29 (Standort)          | Haus               | Haus mit Flachsatteldach, im Kern 18. und Mitte 19. Jahrhundert.                                                           |                | Haus      |
| Wolfratshausen Untermarkt 37 (Standort)          | Haus               | Haus in Traufstellung mit gesprengtem Oberteil, wohl zweites Viertel 19. Jahrhundert.                                      |                | Haus      |
| Wolfratshausen Untermarkt 38 (Standort)          | Haus               | Haus mit Flachsatteldach, im Kern 18. Jahrhundert.                                                                         |                | Haus      |
| Wolfratshausen Untermarkt 51 (Standort)          | Haus               | Haus mit steilerem Satteldach und verputztem Blockbau-Obergeschoss, im Kern 17./18. Jahrhundert.                           |                | Haus      |
| Weidach Äußere Münchner Straße 1 (Standort)      | Giebelfigur        | Am Ostgiebel barocke Halbfigur Gottvater.                                                                                  |                | BW        |
| Weidach Isarspitz 6 (Standort)                   | Kleinhaus          | Kleinhaus mit Flachsatteldach, zweigeschossiger Blockbau des 18. Jahrhunderts. Modern umgebaut.                            |                | BW        |